# Schloss Bodenwöhr

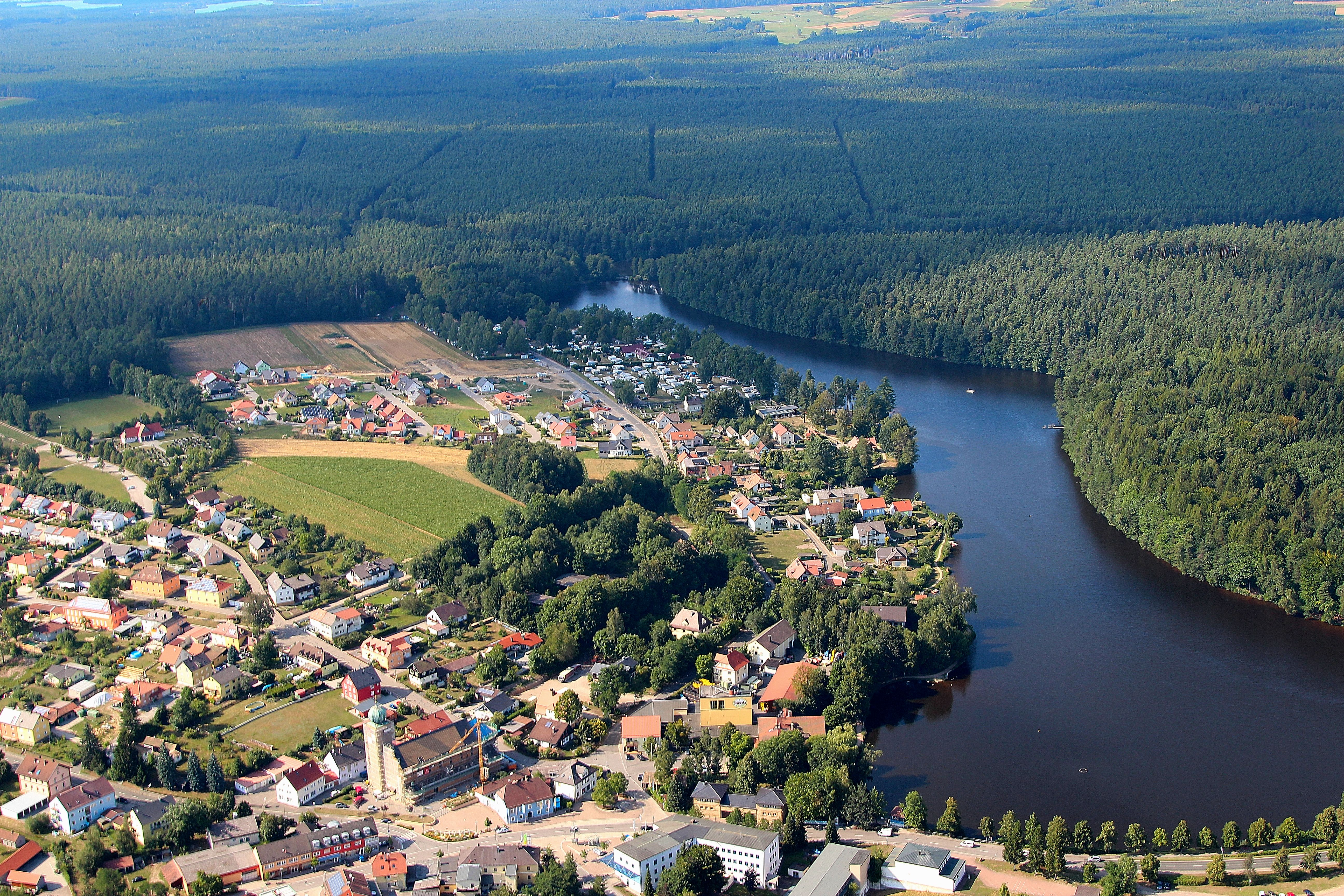
Hammersee Bodenwöhr

Das abgegangene Schloss Bodenwöhr befand sich in der gleichnamigen Gemeinde Bodenwöhr im Landkreis Schwandorf des Regierungsbezirk der Oberpfalz. Untertägige Befunde des abgebrochenen frühneuzeitlichen Hammerschlosses von Bodenwöhr sind noch vorhanden und in der Denkmalliste für Bodenwöhr als denkmalgeschützte Objekte (D-3-6739-0124) ausgewiesen.

## Geschichte
Die Gegend von Bodenwöhr (erstmals 1123 als Potenwre erwähnt) kam Anfang des 12. Jahrhunderts durch eine Schenkung an das Kloster Ensdorf.

### Weichselbrunner Hammer
Etwa einen Kilometer nordwestlich der Mühle „Potenwur“ entstand ein Jahrhundert später der Weichselbrunner Hammer. Dieser wurde wegen seiner Lage an dem entsprechenden Teich Weichselbrunner Hammer genannt. Nach einer Angabe von Johann Georg Lori von 1764 wird behauptet, dass dieser Hammer „seit urfürdenklicher Zeit“ als landesfürstliches Eigentum bestanden habe. Das Kloster Ensdorf hatte aber dort weiterhin Grundbesitz; dies geht aus einer Entschädigungszahlung 1470 wegen einer ertränkten „Wiesmahd“ hervor. Angeblich soll das Hammerwerk bereits um 1292 bestanden haben und nach Verlegung des Hammers nach Bodenwöhr wurde noch lange von den großen Eisenschlackenhalden „gezehrt“. Urkundliche Belege zu seiner Gründung liegen nicht vor, deshalb muss auf diese Sekundärquelle zurückgegriffen werden.
Die Hammermeister wohnten nicht in der Hammerhütte, sondern in einem einige hundert Meter östlich auf einer Anhöhe gelegenen Wohnhaus, dem sogenannten Schloss, von dem der Schlossberg von Bodenwöhr seinen Namen ableitet. Nach dem Ende des Weichselbrunner Hammers verlor das Gebäude seine Bedeutung und verfiel. Mitte des 18. Jahrhunderts waren in dem Waldstück noch „rudera“ (Schutthaufen oder Trümmer) auffindbar. Reste des Hammermeisterwohnhauses sollen im 19. Jahrhundert für die Errichtung von Wohnhäusern verwendet worden sein. Beim Ablassen des Hammerweihers 1950 kamen Reste des alten Hammerwerkes zum Vorschein. Zu dem Hammer gehörte auch der abgegangene Ort Hottersdorf (oder Hadersdorf) zwischen Bodenwöhr und Blechhammer, der zur Pfarrei Bruck zehentpflichtig war. Dieser Ort soll bei der Aufstauung des Bodenwöhrer Hammersees oder während des Dreißigjährigen Krieges sein Ende gefunden haben.
Der letzte Inhaber des Weichselbrunner Hammers war Gilg Kotz, der ihn bis etwa 1464 in Erbpacht besaß. Auch der Landschreiber zu Neunburg vorm Wald, Hans Vogel, hatte teilweise Anrechte auf diesen Hammer, da sein Vater Christoph Vogel ganz oder teilweise im Besitz des Hammers war. Dies geht aus einer Klage gegen den Gilg Kotz wegen ausstehender Zinszahlungen hervor. Der Hammer muss bereits lange vor 1464 öd gelegen haben, vielleicht aufgrund eines Brandes oder wegen der Hussitenkriege.

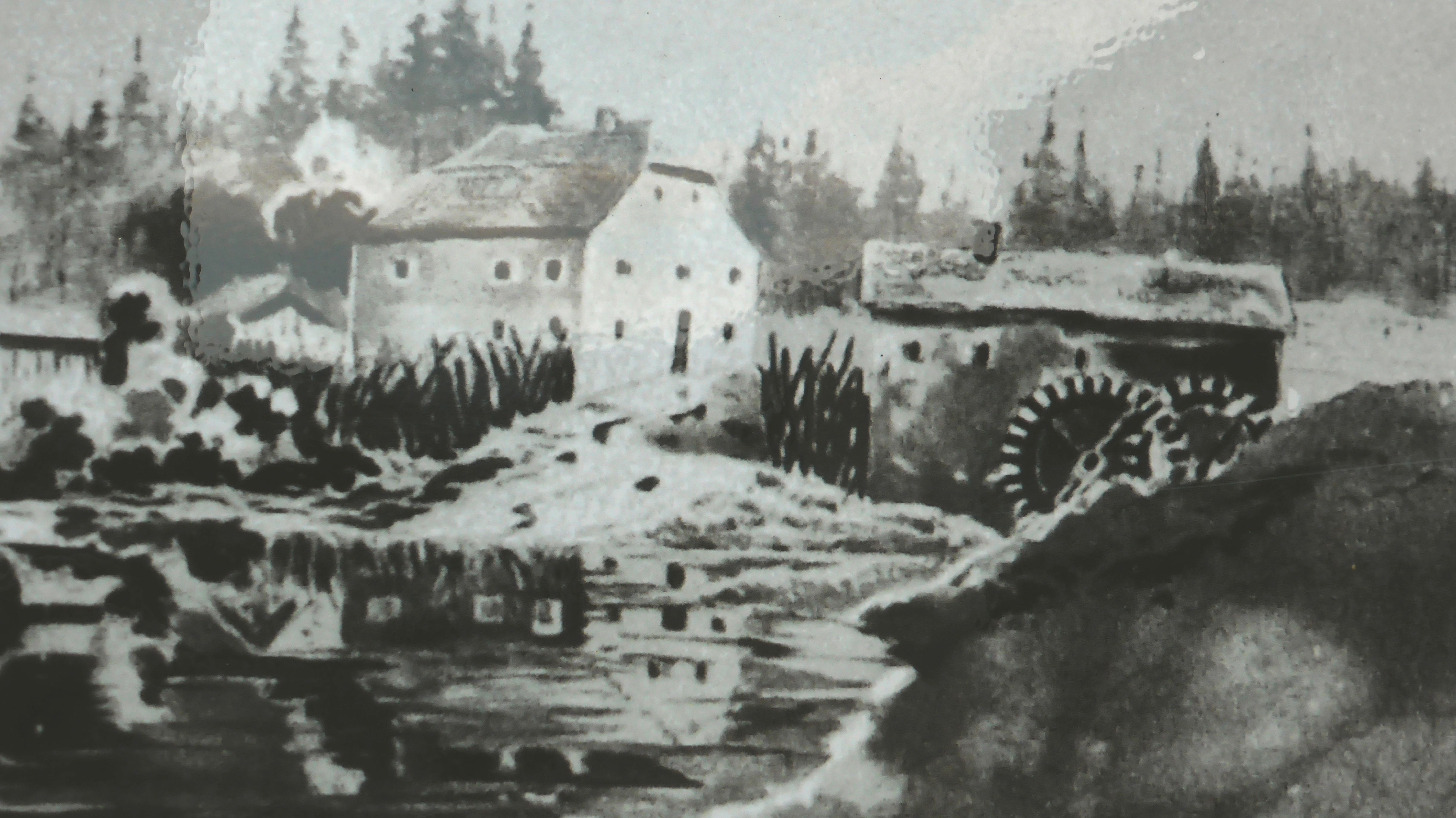
Blechhammergebäude nach einem Aquarell von Martin Martin (1857)

### Hammer Bodenwöhr
1464 wurde der Hammer vermutlich aus wasserwirtschaftlichen Gründen nach Bodenwöhr verlegt. An der neuen Stelle treffen die Wasser vom Weichselbrunner und vom Warbrucker Weiher zusammen und so stand mehr Wasser für den Betrieb des Hammers zur Verfügung. Vermutlich begann Gilg Kotz mit dem Bau 1463, er ist aber in diesem Jahr gestorben und es folgte ihm sein Sohn Hans Kotz nach. Dieser erhielt mit einer Urkunde vom 5. März 1464 durch Pfalzgraf Otto I. von Pfalz-Mosbach-Neumarkt das Erbrecht auf den Hammer Bodenwöhr verliehen. Nach dem Hans Kotz folgten die Amberger Hammermeister Dietz Sailer der Alte und Hanns Sailer der Junge nach. Nach dem Salbuch des Landgerichtes Neunburg von 1499 war Ulrich Streun (auch Strewen geschrieben, vermutlich zur Hammermeisterfamilie der Ströbel gehörend) der Hammermeister, der jährlich 20 Gulden Zins zu zahlen hatte. Nächster Hammerherr war Hans Heber († 1518). Seine Witwe und sein Sohn Veit Heber und dessen Geschwister verlangten Schadenersatz wegen des geborstenen Weihers „am Barnmoß“ im Brucker Forst, der 1520 gewährt wurde, als die Gemeinde Bruck den wieder eingerichteten Weiher an Kurfürst Ludwig II. von der Pfalz und dessen Bruder Friedrich II. verkaufte.
1538 lieferte der Hammer Bodenwöhr 40 Pfund Radeisen für 740 Gulden nach Regensburg. Das in den Orten Hinter- und Vorderthürn bei Bruck geförderte Eisenerz wurde dort verhüttet. Dazu heißt es in der Beschreibung des Amtes Bruck von 1550: „In benenten pach (gemeint ist Sulzbach) ligt erstlichen ain hamer, genant zur pettenwuer in Neuburger herrschafft gehörig.“ Im 17. Jahrhundert war es ein Schienhammer.
Nach den Sailers war der Hammer im Besitz der Familien Sonnleutner. 1537 wurde der Hammermeister Hanns Sonnleithner zu Schwandt begraben, 1550 wurde Lienhard Sonnleutner als Hammermeister zu Pottenwier genannt. 1564 verkaufte Georg Sonnleutner den Hammer an die Regensburger Bürger Georg Drösch und Hanns Keßporer. 1565 verpachteten sie ihn dem streitbaren Bartholomäus Spatz († 1590), 1573 wurde der Hammer mitsamt der Mühle an den Bartholomäus Spatz um 6.000 rheinische Gulden verkauft. 1587 trat sein Sohn Hans Spatz den Besitz an. Nach dessen Tod heiratete seine Witwe den Hammermeister Paulus Hartung. Um 1681 kaufte Wilhelm Seitz, der Schwiegersohn des Hans Spatz, den Hammer um 13.000 Gulden. Dragoner des Regiments Aldringen überfielen 1632 den Markt Bruck. Seitz wurde dabei von ihnen angeschossen und starb an der Schusswunde. Seine Ehefrau Dorothea war bereits 1631 gestorben. Das Hammergut wurde in der Folge nicht mehr bewohnt und kam auf die Gant. Aus einem Bericht des Johann German Barbing an den Kurfürst Ferdinand Maria vom 16. Januar 1666 heißt es: „Pothenwöhr. Ein öder Eisenhammer, welcher vorher Wilhelm Geiz gehörig und einer der vornehmsten Hammer gewesen, indem man aus den darangelegenen Forsten Pruck, Taxsöldern und Pentling die nötigen Kohlen überflüssig haben konnte; dermalen aber wird er schwerlich mehr erbaut werden. “
Am 2. Oktober 1670 erwarb der aus einer alten Oberpfälzer Hammerfamilie stammende Johann Schreyer den öden und unter Gant sich befindlichen Hammer Bodenwöhr um 50 Gulden. Schreyer gelang es bis 1672, den Hammer mit dem Weiherdamm und dem Weihergraben wieder aufzurichten. 1677 brannte das neu erbaute Hammerwerk samt angefülltem Kohlebett ab. Schreyer baute es aber unmittelbar danach wieder auf. 1680 wurde die Familie Schreyer nobilitiert. Jakob Schreyer, der Bruder des Johann Schreyer, wurde von Kaiser Leopold I. am 23. Oktober 1680 in den Adelsstand erhoben und auch seine vier Brüder erhielten die Erlaubnis, sich nach ihren Besitzungen zu nennen. Schreyer erlitt mit dem Hammer weiteres Ungemach: So wurden 1682 „durch ein wildes Wasser“ die Weiher ruiniert, im gleichen Jahr brannte auch die Hammerhütte ab. Schreyer machte sich aber sofort wieder daran, den Schaden zu beheben. Dabei wurde er von dem Forstmeister von Taxöldern, Bartholomäus Sechser, tatkräftig unterstützt, der sich bei der Regierung für ihn einsetzte.
Am 4. Mai 1693 erwarb die Generalbaudirektion von Bayern den Eisenhammer und errichtete einen Schmelzofen. Als Kaufpreis wurden 10.000 Gulden und 33 Gulden Leihkauf ausgehandelt. Die Familie Schreyer hatte aber viel Mühe, dieses Geld vom Staat zu erhalten. Schreyer, der am 26. Februar 1709 verstarb, erlebte die vollständige Bezahlung nicht mehr, da sich der Streit bis 1795 hinzog. Die Generalbaudirektion war 1688 gegründet worden und ihr unterstand in Bayern das ganze Forst- und Bergwerkswesen. Das Eisenwerk gehörte zu den bedeutendsten von Deutschland. Es wurden dort im Kaltgussverfahren unter anderem Kandelaber, Brückengeländer, Wappen und Reliefs gefertigt, zudem emaillierte Gussbadewannen und Ölöfen.
Das staatliche Hüttenwerk Bodenwöhr wurde 1971 geschlossen. Danach wurden von einer Regensburger Baufirma auf dem Gelände die Fischer-Fertighäuser hergestellt. Von dem einstigen Hammerwerk zeugt noch der Hammersee, der heute vorwiegend touristisch genutzt wird.

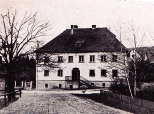
Schloss Bodenwöhr (um 1900)

### Das Amtsgebäude oder das Schloss von Bodenwöhr
Der Hammermeister Hans Kotz ließ sich ein neues Wohnhaus errichten. Dieses wurde in der Beschreibung des öden Hammergutes 1667 noch genannt, war aber baufällig („in der Tachung ganz ruiniert und zugrundt gegangen“). Bei der Wiedererrichtung des Hammerwerkes 1671 durch Johannes Schreyer wurde das Hammerherrenwohnhaus auf den Grundmauern des Vorgängerbaues neu errichtet. Als der bayerische Staat das Hammergut erwarb, wurde das Gebäude als Amtswohnung bestimmt und durch den Anbau einer Kanzlei (um 1693) vergrößert. Damals besaß das Gebäude noch einen kleinen Uhrturm mit einer Glocke. 1900 wurde gegenüber dem Amtsschloss ein neues Berg- und Hüttenamtsgebäude errichtet und die Amtsräume wurden dorthin verlegt. Der Bergmeister behielt bis 1913 seine Wohnung im alten Schloss, danach wurde auch diese in das neue Amtsgebäude verlegt. Von 1923 bis 1928 wurde ein größerer Raum als Betsaal für die evangelisch-lutherische Kirchengemeinde verwendet. Nach dem Zweiten Weltkrieg wurde das Gebäude zu Wohnzwecken genutzt und danach wieder vom Hüttenwerk für Büros verwendet.

## Wappen

Wappen der Gemeinde Bodenwöhr

Das Bodenwöhrer Wappen mit einem schräg gekreuzt goldenen Schlägel und einem goldenen Eisen weist auf das im 15. Jahrhundert entstandene Hüttenwerk hin.